# St. Sofroniy Knoll
Der St. Sofroniy Knoll (englisch; bulgarisch Св. Софрониева могила Sw. Sofroniewa mogila) ist ein 107 m hoher Hügel auf Snow Island im Archipel der Südlichen Shetlandinseln. Er ragt 1,3 km südwestlich des President Head auf.
Britische Wissenschaftler kartierten ihn 1968. Die bulgarische Kommission für Antarktische Geographische Namen benannte ihn 2006 nach dem bulgarischen Bischof Sophronius von Wraza (1739–1813), einem Aktivisten der Bulgarischen Nationalen Wiedergeburt.